# Spaniocercoides philpotti
Spaniocercoides philpotti is een steenvlieg uit de familie Notonemouridae. De wetenschappelijke naam van de soort is voor het eerst geldig gepubliceerd in 1965 door Winterbourn.